# Catherine Ferguson

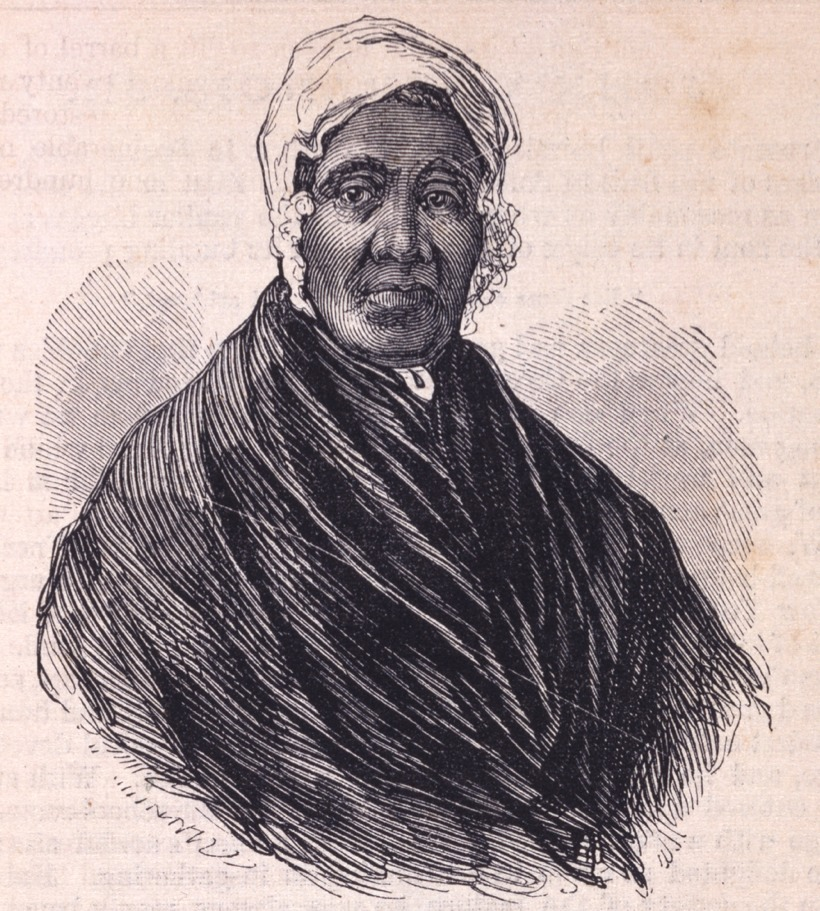
Catherine Ferguson

Catherine „Katy“ Ferguson, geboren als Catherine Williams (* 1774 bzw. 1779; † 11. Juli 1854 in New York City), war eine afroamerikanische Philanthropin. In die Sklaverei geboren, erhielt sie mit ca. 18 Jahren ihre Freiheit und gründete eine der ersten Sonntagsschulen für mittellose Kinder in New York City.

## Leben

### Kindheit und Jugend in Sklaverei
Catherine, meist Katy genannt, wurde an Bord eines Schoners auf dem Weg von Virginia nach New York City als Tochter einer Sklavin geboren, die auf dem Weg zu ihrem neuen Besitzer „R. B.“ war. Ihr Geburtsjahr ist nicht eindeutig belegt, allerdings gab ihr Interviewer, der Abolitionist Lewis Tappan, ihr Alter zum Zeitpunkt ihres Todes mit 80 Jahren an, was für eine Geburt um 1774 spricht. Der Name ihrer Mutter wird mitunter als  Katy Williams angegeben. Sie unterrichtete ihre Tochter von klein auf mündlich in der Heiligen Schrift. Als das Mädchen acht Jahre alt war, wurde ihre Mutter von ihrem Besitzer verkauft und Katy sah sie nie wieder. Der Verlust traf sie tief und half ihr später, Mitgefühl für Kinder zu empfinden.

„R. B.verkaufte meine Mutter, aber ich erinnere mich, wie sie, bevor wir auseinandergerissen wurden, sich zu mir kniete, ihre Hand auf meinen Kopf legte und mich Gott übergab.“

Obwohl ihre Besitzer sie niemals Lesen und Schreiben lernen lassen wollten, besaß Katy ein gutes Gedächtnis und es war ihr gestattet, an Gottesdiensten teilzunehmen. So wusste sie stets, wenn der Sohn des Hauses beim Lesen einer Bibelstelle oder beim Zitieren des Katechismus Fehler machte. Tatsächlich war ihre Herrin überzeugt, dass Katy mehr wusste als ihre eigenen Töchter. Bereits mit zehn Jahren versuchte Katy ihre Freiheit zu erlangen, indem sie ihrem Besitzer versprach, dass sie im Fall ihrer Freilassung ihr Leben Gott weihen würde. Im Jahr 1789 wurde sie offiziell Mitglied der Presbyterianischen Kirche, deren Gottesdienste sie regelmäßig besuchte. Obwohl es eine separate Empore für Schwarze gab, trat der Pfarrer Dr. John Mason bei ihrem ersten Besuch persönlich zu ihr und führte sie an der Hand zum Altar, was von Zeitgenossen so interpretiert wurde, dass er in seiner Gemeinde keine Rassentrennung duldete.
Ihr Besitzer verkaufte Katy mit fünfzehn oder sechzehn Jahren für 200 US-Dollar an eine Sympathisantin der Abolitionisten, die Katy versprach, sie nach sechs Jahren Dienst freizulassen. Letztendlich akzeptierte sie jedoch eine Dienstzeit von lediglich elf Monaten sowie 100 Dollar von Divie Bethune, Schwiegersohn der Sozialreformerin Isabella Graham und Ehemann von Joanna Bethune. Damit war Katy eine freie Frau und heiratete im Alter von 18 Jahren einen Mann namens Ferguson, mit dem sie zwei Kinder hatte. Um für sich und ihre Familie ihren Lebensunterhalt zu verdienen, arbeitete sie als Kuchenbäckerin und Wäscherin. Allerdings starben nach kurzer Zeit sowohl die Kinder als auch ihr Gatte.

### Arbeit als Sozialreformerin
Da Katy nahe einem Armenhaus lebte, fielen ihr die vielen mittellosen Waisenkinder der Umgebung auf, die auf der Straße lebten. Spätestens 1814, mit hoher Wahrscheinlichkeit aber bereits 1793, nahm sie sonntags Kinder in ihrem Haus auf und unterwies sie in der Heiligen Schrift. Da sie niemals lesen und schreiben lernte, unterrichtete sie sie aus dem Gedächtnis, wie es ihre eigene Mutter einst getan hatte. Zusätzlich brachte sie ihnen praktische Fertigkeiten bei, um sich selbst zu versorgen. Für die Kinder war Katy die einzige Möglichkeit, zumindest eine rudimentäre Bildung zu erhalten. Einigen Quellen zufolge half Isabella Graham ihr beim Unterricht.
1814 erhielt sie Unterstützung durch den Pfarrer John Mitchell Mason von der Murray Street Church. Er überließ ihr für den Unterricht die Kirchenräume und stellte zusätzliche Lehrer ein, um den Kindern Lesen und Schreiben beizubringen. Es war die Geburtsstunde der Murray Street Sabbath School, die traditionell als erste Sonntagsschule New Yorks bezeichnet wird. Allerdings hatten Isabella Graham, Joanna und Divie Bethune bereits 1803 eine Sonntagsschule ins Leben gerufen. Aufgrund der unklaren Datierung kann nicht mit Bestimmtheit gesagt werden, welche Schule zuerst eröffnet wurde, zumal die Kirche unabhängigen Sonntagsschulen ablehnend gegenüberstand. Es wird daher vermutet, dass Katys Unterricht tatsächlich schon 1793 begann, ihre Sonntagsschule allerdings erst 1814 offiziell anerkannt wurde. Möglich ist auch, dass ihre Rolle nachträglich heruntergespielt wurde. Im Jahr 1818 war die Anzahl der Schüler auf mindestens 88 gewachsen, darunter 11 Erwachsene, wenngleich sich die Zahlen in den 1820ern zwischen 40 und 50 bewegten. Unter den Lehrenden befand sich u. a. der zukünftige dritte Präsident der New York University, Isaac Ferris, der zu dieser Zeit Theologie studierte.
Für die nächsten vierzig Jahre kümmerte Katy sich um die Mittellosen in der Nachbarschaft, sowohl Kinder als auch Erwachsene. So hielt sie jeden Freitag Abend und Sonntag Nachmittag in ihrem Haus Gebetsstunden für Kinder und Erwachsene ab. Obdachlose Kinder brachte sie bei neuen Familien unter oder zog sie selbst auf. Im Laufe ihres Lebens waren es insgesamt 48 Waisenkinder, die Katy um sich geschart hatte, 20 von ihnen weiß. Als wesentlichen Grund für die Verelendung von Familien betrachtete Katy Glücksspiele und sagte, sie würde lieber von Wasser und Brot leben, als darauf zurückzugreifen. Zeitgenossen lobten ihren guten Einfluss und sagten, dass Katys Wirken die Nachbarschaft spürbar veränderte.
Insgesamt ist aus dieser Zeit nur wenig aus ihrem Leben bekannt, da hauptsächlich Berichte von Zeitzeugen überliefert sind. Als Analphabetin konnte Katy ihre Erfahrungen nicht selbst niederschreiben und einzig durch ihr Interview mit Lewis Tappan am 25. März  1850 blieben einige ihrer persönlichen Erinnerungen bewahrt. In diesem Gespräch berichtete sie auch von ihrem starken Interesse an der Arbeit der American Missionary Association. Ihren Lebensunterhalt verdiente sie sich nach wie vor als Bäckerin und nutzte diese Gelder, um ihre Schützlinge zu unterstützen. Für sich selbst legte sie nichts beiseite. „Wie konnte ich“, antwortete sie auf eine entsprechende Frage,„wenn ich alles verschenkte, was ich verdiente?“

### Tod
Im Juli 1854 war Katy mehrere Tage lang krank, bevor sie am 11. Juli schließlich den Arzt aufsuchte, der ihr Bettruhe verordnete. Nach einigen Stunden verschlimmerte sich jedoch ihr Zustand und es wurde offensichtlich, dass sie an Cholera:405 litt. Noch am selben Tag starb sie mit den Worten: „Alles ist gut.“:405 In The New York Times erschien am 13. Juli ihre Todesanzeige. Die New York Daily Tribune veröffentlichte am 20. Juli einen Nachruf von Lewis Tappan. Wenig später schrieb Tappan in sein Tagebuch:

„Ging in Katy Fergusons ehemalige Behausung, um ein Fass Pamphlete durchzusehen, die sie hinterlassen hatte. Nahm mit Erlaubnis ein paar mit. Ein kleines Mädchen aus der Nachbarschaft kam herein und sagte, ‚Bitte geben Sie mir ein Buch als Erinnerung an Tante Katy.‘ Ich gab ihr ein kleines Buch.“

Laut Zeitgenossen hatten Tausende von Katy gehört bzw. sie persönlich gekannt. Der Historiker Benson John Lossing nahm Katy Ferguson in sein Werk Eminent Americans auf und nannte sie eine „wahrhaftige Philanthropin“, die „mehr gegeben hatte als alle anderen; denn jene gaben in ihrem Überfluss und sie in ihrer Armut gab alles, was sie zum Leben hatte“.:404
Nach einem erfolglosen Versuch im Jahr 1907, zu Ehren Katy Fergusons ein Gemeindehaus zu erbauen, wurde 1920 ein Heim für unverheiratete, schwarze Mütter errichtet. Es erhielt den Namen Katy Ferguson Home und war zu diesem Zeitpunkt das einzige seiner Art.